# 소기 비스킷
소기 비스킷(영어: Soggy biscuit)은 비스킷 (영국) 또는 쿠키 (미국) 주위에 서서 자위하고 사정하는 여러 남자들의 자위행위다. 마지막 사람이 비스킷을 먹어야 한다. 또한, 사정할 때 비스킷으로 하지 못한 사람은 이를 먹어야 한다. 오스트레일리아에서는 인기 있는 SAO 제품의 이름을 따서 소기 SAO라고도 알려져 있다.